# تشنارالله قلي (مقاطعة تشرداول)
تشناراللة قلي (بالفارسية: چنارالله قلی) هي قرية تقع في قسم هليلان الريفي في إيران. يقدر عدد سكانها بـ 44 نسمة .